# Henri d'Alméras
Pour les articles homonymes, voir Alméras.
Henri d'Alméras (né Henri Bossolaschi le 8 octobre 1861 à Pézenas et mort le 26 février 1938 à Villeneuve-lès-Avignon), aussi connu sous ses noms de plume Henri de Vérac et Zéphyrin Raganasse, est un historien et romancier français.

## Biographie
Henri Jean Paul Emile Bossolaschi est né le 8 octobre 1861 à Pézenas. Il est le fils de Emile Jean Paul Joseph Bossolaschi, négociant et de Marie Thérèse Victoire Brès.
Après des études de lettres, il commence à enseigner comme professeur d’histoire au lycée d’Alger et de Nice et se voit nommé Officier de l’instruction publique le 28 janvier 1906. Il renonce à enseigner pour publier des romans historiques et des études littéraires, notamment chez Albin Michel, en parallèle d’une activité de critique littéraire.

## Publications
Sous le nom de Zéphyrin Raganasse
- Fabrique de pions, l'École normale, le pédantisme dans l'enseignement et dans la littérature, Paris, A. Savine, 1893.

Sous le nom de Henri de Vérac
- La grand'soif du trompette Bidard, Paris, H. Lefèbvre, collection Le Banc d'essai, 1948.

Sous le nom de Henri d'Alméras
- Notes sur l'histoire de la presse de l'enseignement, Exposition universelle de 1900. Association générale des membres de la presse de l'enseignement, Évreux, imp. de C. Hérissey, 1900.
- Avant la gloire. Leurs débuts. Première série : Dumas fils, J. Vallès, les Goncourt, A. Daudet, Maupassant, Verlaine, Meudès, Coppée, Richepin, Sardou, Halévy, Lemaître, Faguet, Scholl, J. Claretie, Montépin, Malot, Zola, Anatole France, Theuriet, Bourget, Loti, Ohnet, Descaves, G. Beaume, Barrès, Willy, Paris, Société française d'imprimerie et de librairie, 1902.
- Avant la gloire. Leurs débuts. Deuxième série, Paris, Société français d'imprimerie et de librairie, 1903.
- Le Mariage chez tous les peuples ; dessins de A. Collombar, Paris, C. Reinwald, 1903.
- Alma Mater, Paris, Société parisienne d’édition, 1903.
- Mémoires de Mlle Flore, actrice des Variétés, Paris, Société parisienne d'édition, 1903.
- Émilie de Sainte-Amaranthe : les Chemises rouges, le demi-monde sous la Terreur, Paris, Société française d'imprimerie et de librairie, 1904.
- Cagliostro (Joseph Balsamo) : la franc-maçonnerie et l'occultisme au XVIIIe siècle, Paris, Société française d'imprimerie et de librairie, 1904.
- Les Théâtres libertins au XVIIIe siècle (avec Paul d'Estree), Paris, H. Daragon, 1905.
- Les Dévotes de Robespierre : Catherine Théot et les mystères de la Mère de Dieu ; le déisme et le culte de la Raison pendant la Révolution, série Les Romans de l'histoire, Paris, Société française d'imprimerie et de librairie, 1905.
- Le Marquis de Sade : l'homme et l'écrivain, d'après des documents inédits, avec une bibliographie de ses œuvres, Paris, A. Michel, 1906.
- Une amoureuse : Pauline Bonaparte, Paris, A. Michel, 1906.
- L'Auteur de « Il pleut, bergère... », Fabre d'Églantine, série Les Romans de l'histoire, Paris, Société française d'imprimerie et de librairie, 1906.
- Marie-Antoinette et les pamphlets royalistes et révolutionnaires : les amoureux de la Reine, Paris, la Librairie mondiale, 1907.
- La Vie parisienne sous la Révolution et le Directoire, Paris, Albin Michel, 1909.
- La Vie parisienne sous le Consulat et l'Empire, Paris, Albin Michel, [1909].
- La Vie parisienne sous le règne de Louis-Philippe, Paris, A. Michel, [1911].
- Charlotte Corday, d'après les documents contemporains, Paris, Librairie des Annales politiques et littéraires, 191?
- Pourquoi il faut haïr l'Allemagne ? L'Allemagne jugée par les autres et par elle-même, Paris, A. Michel, [1919].
- La Femme amoureuse dans la vie et dans la littérature, étude psycho-physiologique, Paris, A. Michel, 1920-1926.
- La Vie parisienne sous la République de 1848, Tours, impr. E. Arrault et Cie, 1921.
- La Vie parisienne sous la Restauration, Paris, Albin Michel, 1927.
- La Vie parisienne pendant le Siège et la Commune, Paris, Albin-Michel, 1927.
- Le Tartuffe de Molière, Amiens, E. Malfère, 1928.
- La Mort de Concini : pages d'histoire inédites, Paris, Fayard, 1928.
- Concini, maréchal d'Ancre, Nancy-Paris-Strasbourg, impr.-éditeurs Berger-Levrault, 1928.
- Louis XVII. Faux dauphinomanie et romans évasionnistes, Tours, impr. R. et P. Deslis, 1928.
- À pied, à cheval, en carrosse : voyages et moyens de transport du bon vieux temps, Paris, Albin Michel, 1929.
- Alexandre Dumas et Les Trois Mousquetaires, Paris, Société française d'éditions littéraires et techniques / Edgar Malfère, coll. « Les Grands événements littéraires », 1929, 137 p. (présentation en ligne), [présentation en ligne].
- Barras et son temps, Paris, Albin Michel, 1930.
- Le Roman comique de Scarron, Paris, Société française d'éditions littéraires et techniques, 1931.
- Au bon vieux temps des diligences, Paris, Albin Michel, 1931.
- La France dévorée par les poux, Saint-Amand (Cher), impr. R. Bussière, 1933.
- La Vie parisienne sous le second Empire, Paris, Albin-Michel, [1933].
- La Vieille Garde impériale. Illustrations de Job, Tours, Mame, 1934.
- Autour de l'échafaud. Quand Démos est roi, Paris, impr. Busson, Albin Michel, 1934.
- La Tyrannie démocratique pendant la Révolution, Paris, A. Michel, 1935.
- L'Amour sous les verrous : les prisons révolutionnaires, Paris, A. Michel, 1937.
- Paul et Virginie de Bernardin de Saint-Pierre : histoire d'un roman, Paris, Société française d'éditions littéraires et techniques, 1937.

Préfaces
- Olivier, Henri de Latouche. Préface d'Henri d'Alméras, Mâcon, impr. de Protat frères, 1924.
- La Prise d'Alger racontée par un témoin : J.-T. Merle. Préface et notes par H. d'Almeras, Paris, H. Jonquières, 1930.
- La Vie de mon père, Restif de la Bretonne ; avec introduction et notes de Henri d'Alméras, Paris, L. Michaud, s.d. [1910 ?]

Éditions scientifiques
- Les Œuvres libres : recueil littéraire mensuel ne publiant que de l'inédit, Paris, A. Fayard, 1924.
- Un scandale littéraire : L'Introuvable Pamphlet de Jules Lecomte ; Les Lettres de Van Engelgom, Paris, Bossard, 1925.
- Le Palais-Royal. Restif de La Bretonne. Introduction et notes par Henri d'Alméras, Paris, Louis Michaud, s.d. (19--).
- Mémoires de Jean Monnet, directeur du Théâtre de la foire, Paris, Louis Michaud, 1909.

## Distinctions
Officier de l'ordre des Palmes académiques, 1906